# جولیا جونز
جولیا جونز (انگلیسی: Julia Jones؛ زادهٔ ۲۳ ژانویهٔ ۱۹۸۱) یک هنرپیشه اهل ایالات متحده آمریکا است. وی از سال ۲۰۰۳ میلادی تاکنون مشغول فعالیت بوده‌است.

## بخشی از فیلمشناسی
از فیلم‌ها یا برنامه‌های تلویزیونی که وی در آن نقش داشته‌است می‌توان به آثار زیر اشاره کرد.
- جونا هکس (۲۰۱۰)
- گرگ‌ومیش: خسوف (۲۰۱۰)
- گرگ‌ومیش: سپیده‌دم - قسمت اول (۲۰۱۱)
- گرگ‌ومیش: سپیده‌دم - قسمت دوم (۲۰۱۲)
- ۶ کله‌پوک (۲۰۱۵)
- رودخانه ویند (۲۰۱۷)
- تعقیب سرد (۲۰۱۹)
- مثل یک سگ فکر کن (۲۰۲۰)
- بخش فوریت‌های پزشکی (مجموعه تلویزیونی) (۲۰۰۸)
- وست‌ورلد (مجموعه تلویزیونی) (۲۰۱۸)
- جالوت (مجموعه تلویزیونی) (۲۰۱۹)
- مندلورین (۲۰۱۹)